# Identified
| Оценки критиков      | Оценки критиков |
| Источник             | Оценка          |
| -------------------- | --------------- |
| Allmusic             | [ 1 ]           |
| Blender              | [ 2 ]           |
| Digital Spy          | [ 3 ]           |
| Entertainment Weekly | (C+)            |
| Leigh Valley         | [ 5 ]           |
| Robert Christgau     | [ 6 ]           |
| Rolling Stone        | [ 7 ]           |
| The New York Times   | (+)             |
| Variety              | (+)             |

Identified — второй студийный альбом американской певицы Ванессы Хадженс, выпущенный 1 июля 2008 года в США, 24 июня 2008 года в Японии, 13 февраля 2009 года в большинстве европейских стран и 16 февраля 2009 года в Великобритании. Альбом получил в основном положительные отзывы от музыкальных критиков.
27 мая 2008 года в США и 8 февраля 2009 года в Европе был выпущен сингл «Sneakernight», достигший 88 места в хит-параде Billboard Hot 100. На песню режиссёром Малкольмом Джонсом был снят клип, премьера которого состоялась 13 июня 2008 года.
Был запланирован выпуск второго сингла, «Identified», но он так и не был выпущен. В качестве компенсации, Radio Disney 15 июля 2008 года запустило песню в эфир. Несмотря на отсутствие официального релиза, песня достигла 98-го места в хит-параде Japan Hot 100.
Вместе с «Identified» должна была состояться премьера сингла «Amazed» (feat. Lil Mama), но она также была отменена. Так же как и в случае с «Identified», Radio Disney начал проигрывать песню в эфире с 20 ноября 2008 года, а также включило её в сборник Radio Disney Jams 11 CD.

## Список композиций
| №   | Название                      | Автор(ы)                                                                                          | Продюсер(ы)            | Длительность |
| --- | ----------------------------- | ------------------------------------------------------------------------------------------------- | ---------------------- | ------------ |
| 1.  | «Last Night»                  | Silya Nymoen, Scott Jacoby                                                                        | Jacoby                 | 3:10         |
| 2.  | «Identified»                  | Lukasz Gottwald, Cathy Dennis, Макс Мартин                                                        | Dr. Luke, Макс Мартин  | 3:21         |
| 3.  | «First Bad Habit»             | Gottwald, Dennis                                                                                  | Dr. Luke               | 3:02         |
| 4.  | «Hook It Up»                  | Antonina Armato, Tim James, Devrim Karaoglu                                                       | Armato, James          | 2:52         |
| 5.  | «Don't Ask Why»               | Gottwald, Dennis, Beau Dozier                                                                     | Dr. Luke               | 3:10         |
| 6.  | «Sneakernight»                | Silya Nymoen, Jonathan Rotem                                                                      | J. R. Rotem            | 2:59         |
| 7.  | «Amazed» (featuring Lil Mama) | Gottwald, Dennis, Benjamin Levin, Niatia Kirkland                                                 | Dr. Luke, Benny Blanco | 2:59         |
| 8.  | «Don't Leave»                 | Armato, James, Jesse McCartney                                                                    | Armato, James          | 3:08         |
| 9.  | «Paper Cut»                   | Johnny Vieira                                                                                     | Vieira                 | 2:48         |
| 10. | «Party on the Moon»           | Chris Rojas, Nasri Atweh, Adam Messinger                                                          | Rojas, The Mesengers   | 3:50         |
| 11. | «Did It Ever Cross Your Mind» | Vieira                                                                                            | Vieira                 | 3:10         |
| 12. | «Gone with the Wind»          | Maimouna Youseff, Kara DioGuardi, Walter Afanasieff, Emanuel Kiriakou, Zukhan Bey, Brandon Howard | Kiriakou               | 3:28         |

| №   | Название     | Автор(ы)                              | Продюсер(ы)   | Длительность |
| --- | ------------ | ------------------------------------- | ------------- | ------------ |
| 13. | «Vulnerable» | Nick Scapa, James, John Fasse, Armato | Armato, James | 3:11         |

| №   | Название                              | Автор(ы)                                                | Продюсер(ы)   | Длительность |
| --- | ------------------------------------- | ------------------------------------------------------- | ------------- | ------------ |
| 13. | «Set It Off»                          | Klas Ahlund, Lukasz «Doctor Luke» Gottwald, Макс Мартин | L. Gottwald   | 3:04         |
| 14. | «Committed»                           | Armato, Tim Price                                       | Armato, James | 2:35         |
| 15. | «Vulnerable» (featuring Windy Wagner) | Nick Scapa, James, John Fasse, Armato                   | Armato, James | 3:11         |

## Релиз
| Страна         | Дата            | Лейбл             |
| -------------- | --------------- | ----------------- |
| Япония         | 25 июня 2008    | Avex Trax         |
| США            | 1 июля 2008     | Hollywood Records |
| Гонконг        | 18 июля 2008    | Universal Music   |
| Бразилия       | 5 августа 2008  | Universal Music   |
| Великобритания | 16 февраля 2009 | EMI               |
| Финляндия      | 18 февраля 2009 | EMI               |
| Швеция         | 18 февраля 2009 | EMI               |

## Чарты
Identified дебютировал на 23 месте в хит-параде Billboard 200, в первую неделю было продано 22 000 копий альбома, что на 12 000 меньше, чем у первого альбома V.
| Чарт (2008)                 | Высшая позиция |
| --------------------------- | -------------- |
| Argentinian Albums Chart    | 5              |
| Australian Albums Charts    | 115            |
| Austrian Albums Chart       | 35             |
| Czech Republic Albums Chart | 48             |
| European Top 100 Albums     | 94             |
| German Albums Chart         | 60             |
| Greek Albums Charts         | 44             |
| Irish Albums Chart          | 37             |
| Japanese Albums Chart       | 85             |
| Swiss Albums Chart          | 74             |
| UK Albums Chart             | 46             |
| US Billboard 200            | 23             |

## Тур в поддержку альбома
Identified Summer Tour является первым сольным туром Ванессы Хадженс в поддержку своих альбомов V и Identified. В ходе тура Ванесса дала 24 концерта в США, Канаде и Мексике.

### Песни
1. «Intro»
2. «Sneakernight»
3. «Let Go»
4. «Never Underestimate a Girl»
5. «Identified»
6. «Say OK»
7. «Amazed»
8. «First Bad Habit»
9. «Don’t Ask Why»
10. «Let’s Dance»
11. «Hook It Up»
12. «Last Night»
13. «Gotta Go My Own Way»
14. «Come Back to Me»

### Даты концертов
| Дата             | Город                       | Страна  | Место проведения                      |
| ---------------- | --------------------------- | ------- | ------------------------------------- |
| Северная Америка |                             |         |                                       |
| 1 августа 2008   | Бессемер (Алабама)          | США     | Alabama Adventure                     |
| 2 августа 2008   | Батон-Руж (Луизиана)        | США     | Blue Bayou Waterpark/Dixie Landin     |
| 5 августа 2008   | Уэст-Эллис (Висконсин)      | США     | Wisconsin State Fair Park             |
| 7 августа 2008   | Остелл (Джорджия)           | США     | Six Flags Over Georgia                |
| 8 августа 2008   | Джэксон (Мичиган)           | США     | Jackson County Fair                   |
| 9 августа 2008   | Льюисбург (Пенсильвания)    | США     | West Virgina State Fair               |
| 12 августа 2008  | Мидленд (Техас)             | США     | Midland County Fair                   |
| 14 августа 2008  | Де-Мойн (Айова)             | США     | Iowa State Fair Authority             |
| 15 августа 2008  | Луисвилл (Кентукки)         | США     | Freedom Hall                          |
| 16 августа 2008  | Спрингфилд (Иллинойс)       | США     | Illinois State Fair                   |
| 18 августа 2008  | Мидвилл (Пенсильвания)      | США     | Crawford County Fairgrounds           |
| 19 августа 2008  | Нью-Джерси                  | США     | Six Flags Great Adventure/Wild Safari |
| 22 августа 2008  | Сакраменто (Калифорния)     | США     | The Cove at Al Cal Expo               |
| 23 августа 2008  | Сейлем (Орегон)             | США     | Oregon State Fair                     |
| 24 августа 2008  | Ванкувер                    | Канада  | Pacific National Exhibition           |
| 26 августа 2008  | Дейтон (Огайо)              | США     | Fifth Third Field                     |
| 28 августа 2008  | Кэнфилд (Огайо)             | США     | Canfield Fair                         |
| 30 августа 2008  | Рокфорд (Иллинойс)          | США     | Davis Memorial Park                   |
| 5 сентября 2008  | Солт-Лейк-Сити (Юта)        | США     | Utah State Fair                       |
| 6 сентября 2008  | Альбукерке (Нью-Мексико)    | США     | Tingley Coliseum                      |
| 9 сентября 2008  | Монтеррей (Нуэво-Леон)      | Мексика | Arena Monterrey                       |
| 11 сентября 2008 | Пуэбла-де-Сарагоса (Пуэбла) | Мексика | Complejo Cultural Siglo XXI           |
| 12 сентября 2008 | Гвадалахара (Халиско)       | Мексика | Telex Auditorium                      |
| 13 сентября 2008 | Мехико                      | Мексика | Plaza de Toros                        |